# Creoli mauriziani
I creoli mauriziani sono le popolazioni delle isole Mauritius, Rodrigues, Agalega e Chagos, e nella più ampia diaspora mauriziana d'oltremare, che affondano le loro radici negli africani continentali che furono portati a Mauritius sotto schiavitù dal XVII al XIX secolo. La maggior parte di questi schiavi proveniva dalla regione dell'odierno Mozambico e del Madagascar (con minoranze significative da altre parti dell'Africa e persino alcune dall'Asia).
Popoli creoli possono essere trovati anche sulle altre Isole Mascarene (comprese l'isola della Riunione e le Seychelles) e questi gruppi condividono tutti legami culturali e linguistici tra loro, derivanti dal patrimonio comune dei loro antenati africani.
I creoli mauriziani hanno conservato elementi delle pratiche culturali afro-malgasce in campi come la musica, l'abbigliamento, la cucina, la spiritualità e la religione. Queste pratiche sono state incorporate nella diversità generale della cultura mauriziana insieme ad altre influenze. Un esempio di tale contributo culturale è lo sviluppo dell'iconico genere musicale e di danza chiamato sega. La danza e la musica sega, così come gli strumenti musicali utilizzati hanno radici africane. Il maravanne è un esempio di uno strumento mauriziano utilizzato nel tipico sega che ha un equivalente nello strumento africano chiamato kayamb.
La lingua conosciuta come creolo mauriziano o morisyen è la lingua locale più comunemente usata a Mauritius, ed è l'unica autoctona dell'isola, essendosi evoluta dal suo sviluppo e utilizzo nella comunità creola prima dell'arrivo di lavoratori a contratto provenienti dall'India, che oggi costituiscono la maggioranza della popolazione mauriziana. Altre comunità hanno adottato l'uso del creolo mauriziano e sebbene non abbia lo status di lingua ufficiale, è considerata la lingua franca di Mauritius.